# 黏附系数
粘附系数（英語：Sticking coefficient）在表面物理学和表面化学中用来描述被吸附原子或分子吸附在表面的数量与在同一时间内所有撞击表面的原子或分子数量之间的比例。
粘附系数通常用S或Sc来表示。根据定义，它的值介于0（所有撞击表面的被吸附物都没能附着在表面上）和1（所有撞击表面的被吸附物都附着在表面上）之间。
一般情况下，它是一个由表面覆盖率、温度以及吸附物表面结构决定的函数：
{\displaystyle S_{c}=f\left(\theta \right)e^{-{\frac {E_{a}}{RT}}}}